# César López Llera
César López Llera  es un dramaturgo español nacido en Madrid, aunque según se informa en uno de sus libros se siente de Andeyes, pequeña aldea asturiana en la que le gustaría ser enterrado bajo un roble.[cita requerida]

## Biografía
Es licenciado en Filología Hispánica por la Universidad Complutense de Madrid, donde recibió siendo estudiante el Premio Blas de Otero de Poesía y trabaja como profesor de Lengua castellana y Literatura.
Ha sido jefe del Departamento de Lingüística de FONO-LENG, centro asociado de la Universidad Victoria de Mánchester y ha impartido cursos de Lingüística en Bilbao, Santander, Oviedo, León, Burgos, Valladolid, Madrid y Castellón. 
Colabora en periódicos, revistas y portales digitales, con artículos de temática variada: literaria, teatral, social, política, por algunos de los cuales ha recibido galardones como el Premio Eulogio Florentino Sanz de Periodismo Literario (2003) y el  Premio Ciudad de Alcalá de Periodismo "Manuel Azaña" (2004).
Como dramaturgo se reveló en 2004 al recibir el quinto Premio de Teatro Serantes por su primera obra, Un Chivo en la Corte del botellón o Valle Inclán en Lavapiés (Editorial Artezblai). A dicho premio siguieron el Premio Internacional de Teatro de Autor Domingo Pérez Minik 2006 de la Universidad de La Laguna por La chica de ayer (Publicaciones de la Universidad de La Laguna), y el Rafael Guerrero de Teatro Mínimo 2006 por Llamadas perdidas del 11- M, obra corta sobre los atentados de los trenes de la muerte de Madrid, que publicará el GRUPO TAETRO de Chiclana (Cádiz), que estrenó la obra en el Teatro Moderno de dicha localidad el 20 de enero de 2007.
También ha recibido el Premio Tirso de Molina 2006 de la Agencia Española de Cooperación Internacional del Ministerio de Asuntos Exteriores por el texto Últimos días de una puta libertaria o La Vieja y la Mar (Madrid, Agencia Española de Cooperación Internacional para el Desarrollo, 2008), así como el Premio Extraordinario de Monólogo Teatral Hiperbreve del Concurso Internacional de Microficción Garzón Céspedes 2007 por El jamás contado plante de Miguel de Quijote Saavedra (publicado en Escena Libre de México).
En 2009 obtuvo el Premio Lope de Vega por su drama sobre la guerra de Irak: Bagdad, ciudad del miedo (Editorial Artezblai) y abrió el Festival de Palma del Río con Últimos días de una puta libertaria, que recibió muy buena acogida por parte del público. https://www.youtube.com/watch?v=Fw9bHyuQZJ8